# Markt-Zuid
Markt-Zuid, ook wel de Noodmarkt genoemd, is sinds circa 1959 een markt aan de Kankantriestraat in Paramaribo, Suriname.
De markt is van maandag tot en met zaterdag geopend. Het is een overdekte markt die werd gebouwd toen de Centrale Markt tijdelijk sloot omdat er een nieuwe markthal werd gebouwd. Rondom de markt bevinden zich winkels en restaurants.
Naast verse producten worden er onder meer kleding, houtsnijwerk en souvenirs verkocht. Het aantal standhouders met vlees en vis was rond 2017 sterk teruggelopen. Sinds de Covid-periode is het aantal standhouders en klanten nog verder teruggelopen.